# Khatima
Khatima là một thành phố và là nơi đặt ban đô thị (municipal board) của quận Udham Singh Nagar thuộc bang Uttaranchal, Ấn Độ.

## Nhân khẩu
Theo điều tra dân số năm 2001 của Ấn Độ, Khatima có dân số 14.378 người. Phái nam chiếm 54% tổng số dân và phái nữ chiếm 46%. Khatima có tỷ lệ 66% biết đọc biết viết, cao hơn tỷ lệ trung bình toàn quốc là 59,5%: tỷ lệ cho phái nam là 73%, và tỷ lệ cho phái nữ là 58%. Tại Khatima, 16% dân số nhỏ hơn 6 tuổi.